# Liste des maires de Vélizy-Villacoublay
Cet article dresse une liste par ordre de mandat des maires de Vélizy-Villacoublay.

## Liste des maires
| Période        | Période                      | Identité          | Étiquette          | Qualité |
| -------------- | ---------------------------- | ----------------- | ------------------ | --- |
| 1792           | 1792                         | Claude Coquillard |                    | |
| 1793           | 1793                         | François Guibé    |                    | |
| 1794           | 1798                         | Claude Coquillard |                    | |
| 1798           | 1814                         | Jean Plet         |                    | |
| 1814           | 1816                         | Guillaume Dauphin |                    | |
| 1816           | 1831                         | Nicolas Renault   |                    | |
| 1831           | 1842                         | Julien Pitrois    |                    | |
| 1842           | 1881                         | Henri Rabourdin   |                    | |
| 1881           | 1882                         | André Poirier     |                    | |
| 1882           | 1891                         | Ovide Gossart     |                    | |
| 1891           | 1892                         | Louis Hirbet      |                    | |
| 1892           | 1900                         | Paul Fournier     |                    | |
| 1900           | 1913                         | Paul Seurin       |                    | |
| 1913           | 1925                         | Paul Dautier      |                    | |
| 1925           | 1929                         | Victor Bullot     |                    | |
| 1929           | 1931                         | Gabriel Gauzère   |                    | |
| 1931           | 1939                         | Emile Prat        |                    | |
| 1939           | 1941                         | Pierre Seux       |                    | |
| 1941           | 1944                         | Marcel Guérin     |                    | |
| janvier 1945   | mai 1945                     | André Maloisel    |                    | |
| mai 1945       | novembre 1952 (décès)        | Marcel Cottet     | SFIO               | Instituteur |
| novembre 1952  | mai 1953                     | Eugène Morand     | SFIO               | |
| mai 1953       | avril 1988 (décès)           | Robert Wagner     | UNR, UDR →puis RPR | Ingénieur Député de la 6e circonscription de Seine-et-Oise (1958 → 1967) Député de la 6e circonscription des Yvelines (1967 → 1986) Député des Yvelines (1986 → 1988) Conseiller général du canton de Vélizy-Villacoublay (1976 → 1988) |
| avril 1988     | mars 1990 (invalidé)         | Antoine Trani     | RPR                | |
| mars 1990      | septembre 2004 (démission)   | Raymond Loisel    | RPR → UMP          | |
| septembre 2004 | mars 2014                    | Joël Loison       | UMP                | Directeur commercial retraité Conseiller général du canton de Vélizy-Villacoublay (2005 → 2015) |
| 4 avril 2014   | En cours (au 3 octobre 2017) | Pascal Thévenot   | UMP → LR           | Ingénieur informatique Député de la 2e circonscription des Yvelines (2016 → 2017) |

## Pour approfondir